# Метелёв, Александр Денисович
Алекса́ндр Дени́сович Метелёв (15 [27] августа 1893, Майкоп — 26 октября 1937, Москва) — советский государственный деятель и журналист.
Расстрелян 26 октября 1937 года. После смерти Сталина посмертно реабилитирован.

## Биография
Родился в русской крестьянской семье, переехавшей в Унароково. В 1906—1908 годы работал учеником в Майкопской типографии.
В 1909 году уехал в Петербург; работал слесарем (механический, чугунолитейный, Русско-Балтийский вагоностроительный заводы). В 1913—1914 годах был рабкором газеты «Правда», сотрудничал в журналах «Вопросы страхования», «Металлист». С 1912 года — член РСДРП. За революционную деятельность был арестован; служил рядовым в штрафном батальоне (Кавказский фронт).
Участвовал в штурме Зимнего дворца.
В марте 1918 года организовывал Унароковский ревком. В составе унароковского отряда воевал против отряда генерала Корнилова.
С июня по август 1918 года — член Архангельского губисполкома и Архангельского горкома партии. О положении в Архангельской губернии докладывал В. И. Ленину в Кремле. Осенью 1918 — зимой 1919 года служил политработником в 6-й армии Северного фронта.
В 1919 году — член Пензенского губисполкома и губкома партии; был делегатом (от Пензенской парторганизации) VIII съезда РКП(б) (1919).
В 1920 году — секретарь комитета ВКП(б) Баталпашинского отдела, редактор первой партийно-советской газеты «Баталпашинская правда». Делегат IX конференции РКП(б) (1920). С ноября 1920 года стал первым председателем исполкома Майкопского отдела, с января 1921 года — членом исполкома Кубано-Черноморской области.
С 1924 года — на хозяйственной работе: управляющий Кремлём и домами ВЦИК, заведующий хозяйственным управлением ЦИК СССР, заместитель редактора газеты «Известия» по хозяйственной части (1925—1927). В 1927—1933 годы работал в Наркомате финансов, занимался вопросами животноводства, созданием первых зерносовхозов.
C 17 октября 1933 по июнь 1937 — уполномоченный ЦИК СССР по Сочинскому курорту и группе курортов Кавказских Минеральных Вод. Руководил генеральной реконструкцией Сочи-Мацестинского курорта.
5 мая 1937 года был арестован. 26 октября 1937 года Военной коллегией Верховного суда СССР по обвинению в участии в контрреволюционной террористической организации приговорён к высшей мере наказания; в тот же день расстрелян.
Похоронен на Донском кладбище.
Реабилитирован 13 октября 1955 года Военной коллегией Верховного суда СССР.

## Избранные труды
- Метелев А. Д. Итоги и перспективы строительства зерносовхозов. — Саратов: Гос. изд-во, 1930. — 46 с.[10]
- Метелев А. Д. Напольное хранение зерна. — М.; Л.: Огиз — Гос. изд-во с.-х. и колхоз.-кооп. лит-ры, 1931. — 30 с. — 50000 экз.[11]
- Метелев А. Д. Из воспоминаний «Падение Архангельска (1918—1919 гг.)» // Пролетарская революция. — 1926. — № 2. — С. 79—84.

## Адреса
В Сочи — проспект Сталина, д.28.